# Ingeborg Schöner
Ingeborg Schöner, född 2 juli 1935 i Weisbaden, Hessen, är en tysk skådespelare. Schöner som filmdebuterade 1954 har medverkat som skådespelare i tyska filmer och TV-produktioner fram till 2010-talet. Hon hade bland annat en långvarig roll i TV-serien SOKO München 1980-2008.

## Filmografi, urval
- 1957 – Drottningens älskare
- 1957 – Det hände i Rom
- 1959 – Alla raggares natt
- 1959 – Jag och min ko
- 1959 – Ståltrådsnaran
- 1960 – Spionsändaren Calais
- 1962 – Axel Munthe – Der Arzt von San Michele
- 2013 – Guten Tag, Ramón